# Sjoelen
Sjoelen is een gezelschapsspel en sport, waarbij de spelers in drie beurten 30 schijven door vier kleine gleufjes op het einde van de plank moeten schuiven. De eerste keer wordt met alle schijven geschoven, de tweede en de derde keer met de schijven die nog niet in een vakje beland zijn. Het spel is een Nederlandse vinding (waarschijnlijk in de zeventiende eeuw) en valt onder de 'Oud Hollandse spellen'.

## Het spel
Sjoelen wordt gespeeld op een houten bak (de sjoelbak) met houten schijven. Aan het eind van de bak zitten vier poorten, met kleine openingen waar de schijven net doorheen passen. Het doel van het spel is de schijven schuivend door de poorten te werpen. Als alle schijven zijn geworpen, worden de schijven die niet in een poort zitten weer teruggehaald. Deze zijn dan voor de tweede en derde beurt, ook onderbeurt genoemd. Na drie beurten worden de punten geteld. Voor het bepalen of een schijf wel of niet in een van de vier vakken is gelden officiële regels, aangezien sjoelen een erkende sport is. De juiste regel is dat de schijf in zijn geheel onder of voorbij de opening moet liggen. Vaak wordt in huiselijke kringen gehanteerd: het schuiven met een vinger of ander voorwerp langs de poorten en wanneer de schijf bij die beweging de poort inschuift telt deze mee, schuift de schijf weer naar buiten, telt deze niet mee.
Een schijf die tijdens het spel schuin of geheel op een andere schijf terechtkomt, wordt bok genoemd en mag in dezelfde beurt officieel niet opnieuw gespeeld worden. Dat geldt ook voor een schijf die vanuit het middengedeelte of vanuit de vier vakken abusievelijk buiten de bak terecht is gekomen. Buiten officiële wedstrijden wordt hier vaak van afgeweken.
Het spel wordt vaak in huiselijke kring als gezelschapsspel gespeeld, maar ook op braderieën, waarbij vaak om een extra dagprijs voor de hoogste score van de dag wordt gestreden.

## De bak
De sjoelbak is twee meter lang. De poorten hebben (van links naar rechts) als waarde 2, 3, 4 en 1. De waarde is aangegeven met behulp van koperen nagels (spijkers) of met zwarte stippen die boven het poortje zijn aangebracht. Tussen de open voorzijde en het middelste deel is een dwarslat aangebracht. Deze dwarslat wordt ook wel "handlanger" of "afzetbalk" genoemd. Deze markeert de grens tussen het werpgedeelte en het middelste deel, waar de schijven alleen door andere schijven bewogen mogen worden. Schijven die terugketsen tot in het werpgedeelte mogen niet opnieuw gespeeld worden; wel mogen deze hieruit verwijderd worden. Van deze regel wordt in huiselijke kring vaak afgeweken.
De dwarslat wordt tevens gebruikt om tijdens het spel de nog te werpen schijven op te zetten. Vaak gebeurt dit in zes stapeltjes van vijf schijven, omdat de hoogte daarvan overeenkomt met de greep van een modale hand. Volgens de officiële regels mag dit niet.
De schijven zijn van beukenhout en enigszins hol, zodat ze alleen met de buitenring de baan raken. De wrijving met de bak wordt zo beperkt. Ze zijn 13 mm dik en 52 mm in diameter. Het spel heeft 30 schijven. Officiële sjoelwedstrijden worden gespeeld op wedstrijdbakken van de merken Schilte of Heemskerk. Het bedrijf Homas, dat eerder wedstrijdbakken maakte, is niet langer actief.
Voor het onderhoud van de sjoelbak wordt aanbevolen het opwrijven van de binnenkanten met een wollen doek en wat aardappel(zet)meel op het glijvlak strooien. Andere middelen zoals schoonmaakmiddel, meubelspray of was kunnen gemakkelijk vuil aantrekken.
Overzicht van de belangrijkste in Nederland verkrijgbare sjoelbakken (maten in cm):
| Merk      | Type    | Lengte | Breedte | Hoogte |
| --------- | ------- | ------ | ------- | ------ |
| Schilte   | S240 ¹  | 200    | 40      | 6,5    |
| Heemskerk | HS-50 ¹ | 200    | 40,5    | 5,5    |
|           | HS-40 ² | 200    | 40,5    | 5,5    |
|           | HS-30   | 200    | 39,5    | 4      |
|           | Mini ³  | 115    | 29      | 4      |
| Homas     | S25     | 200    | 40,8    | 4,4    |
|           | S30     | 205    | 42,5    | 8      |
|           | S40     | 200    | 41,2    | 6,3    |

¹ De officiële wedstrijdsjoelbak.
² Hier bestaat ook een opklapbare versie van.
³ Met 30 schijven met een diameter van 28 mm.

## Puntentelling
Iedere poort heeft een andere puntenwaarde. Aan de buitenkant zitten de 1 en de 2, in het midden de 3 en de 4. Als men in elk vak achter de opening een schijf heeft zitten, dan is die combinatie geen 10 maar 20 punten waard. In ieder vak twee schijven is dan 40 punten, en zo verder. Voor eventuele overgebleven schijven krijgt men de puntenwaarde van de poort. Met de dertig schijven kunnen dus 148 punten worden behaald: zeven combinaties van vier schijven van elk 20 punten, plus twee schijven × 4 punten.
Boven op die maximale score van 148 punten kan nog een bonus van maximaal 8 punten worden behaald indien de speler de score van 148 punten behaald heeft in één onderbeurt. Indien 148 in één onderbeurt is behaald krijgt de speler twee keer één schijf terug. Is de 148 behaald in twee onderbeurten, dan krijgt de speler één keer één schijf terug. De schijf wordt gespeeld waarna opnieuw wordt gestapeld. Indien de schijf twee keer terug moet worden gegeven, wordt diezelfde schijf nogmaals gespeeld. Alleen het resultaat van de gespeelde schijf in de eerste en, indien van toepassing, tweede keer telt. Het aantal behaalde bonuspunten wordt berekend volgens bovenstaande puntentelling, maximaal kan dus twee keer 4 bonuspunten worden behaald. De uiteindelijke score is de som van de behaalde punten en bonuspunten. Voorbeelden:
1. Een speler heeft 148 punten gescoord in twee onderbeurten. Hij krijgt nu nog één schijf terug, die hij in vak 2 werpt. De speler heeft nu 148 + 2 = 150 punten behaald.
2. Een speler heeft 148 punten gescoord in één onderbeurt. Hij krijgt nu nog twee keer één schijf terug. De eerste keer werpt hij deze in vak 4, de tweede keer in vak 1. De speler heeft nu 148 + 4 + 1 = 153 punten gescoord. Het absolute maximum is dus 148 + 4 + 4 = 156.

Indien een speler de sjoelschijven vooral in de 1-puntsgleuf schuift is er sprake van eendjes voeren.

## Sjoelsport
Er worden diverse officiële wedstrijden gespeeld onder de vlag van de Algemene Nederlandse Sjoelbond (ANS), aangesloten bij het NOC*NSF, of het Sjoelgewest Zuid Nederland (SZN), zoals voorrondes per afdeling voor plaatsing van het NK, wedstrijden voor de Nederlandse Beker, de Nederlandse kampioenschappen en Interlandwedstrijden.
In april 2008 was er voor het eerst in dertig jaar een wereldkampioenschapstoernooi. Buiten deze wedstrijden om vinden er wekelijks diverse toernooien plaats in heel Nederland. Ook in 2008 vond voor het eerst het officieuze gemengde Open NK plaats in Utrecht. Outsider Guido La Rose was de winnaar van de wissel-BOKaal. In 2009 was het officieuze Open NK in Breda.
- Het eerste wereldkampioenschap sjoelen werd gehouden in Alphen, Noord-Brabant in 1976. Bij de heren werd Joop van Leeuwen uit Aalsmeer kampioen. Mevrouw Joossen uit Breda werd kampioen bij de dames, en jeugdwereldkampioen, toen nog uit Delfzijl, werd Siem Oostenbrink.
- Het wereldkampioenschap sjoelen van april 2008 is bij de heren gewonnen door Dick Eijlers (Nederland) en bij de dames door Nelly Eekhof (Nederland). De vijftienjarige Eijlers mocht bij uitzondering meedoen met de senioren op het WK. In 2009 pakte hij opnieuw de titel bij de heren. Bij de dames won toen Jacqueline Heijnis.
- Het wereldkampioenschap sjoelen van mei 2011 in het Duitse Hude is bij de heren gewonnen door Martin van den Heuvel en bij de dames door Geesje van der Linde.
- Het wereldkampioenschap sjoelen van mei 2013 in het Nederlandse Lisse is bij de heren gewonnen door Siem Oostenbrink en bij de dames door Elly Mensen.
- Het wereldkampioenschap sjoelen van mei 2015 in Tsjechië (Verdryne) is bij de heren opnieuw gewonnen door Siem Oostenbrink en bij de dames door Geesje van der Linde.
- Het wereldkampioenschap sjoelen van mei 2017 in Frankrijk (Lampertheim) is bij de heren opnieuw gewonnen door Siem Oostenbrink en bij de dames door Ida Maytum.
- Het wereldkampioenschap sjoelen van 2019 in Duitsland (Wusting) is bij de heren gewonnen door Stefan Kiwiet en bij de dames door de Duitse Carmen Harms.
- Het wereldkampioenschap sjoelen van september 2023 in het Nederlandse Beneden-Leeuwen is bij de heren wederom gewonnen door Siem Oostenbrink en bij de dames door Elly Mensen.
- Het wereldkampioenschap sjoelen van 2024 in Frankrijk (Bischheim) is bij de heren gewonnen door Jan Oostenbrink en bij de dames wederom door de Duitse Carmen Harms.

## Spelsystemen
Er zijn diverse spelsystemen die toegepast kunnen worden als training, bij demonstraties en op wedstrijden. Het aantal schijven waarmee wordt gesjoeld kan anders zijn. De puntentelling kan anders zijn. Het stapelen van de schijven kan aangepast zijn. De BONUS kan anders zijn. Een voorbeeld is het Nederlands Kampioenschap NK 20-2 en Sixpack. In het verleden zijn ook meerdere wedstrijden in andere spelsystemen gespeeld.

## Trivia

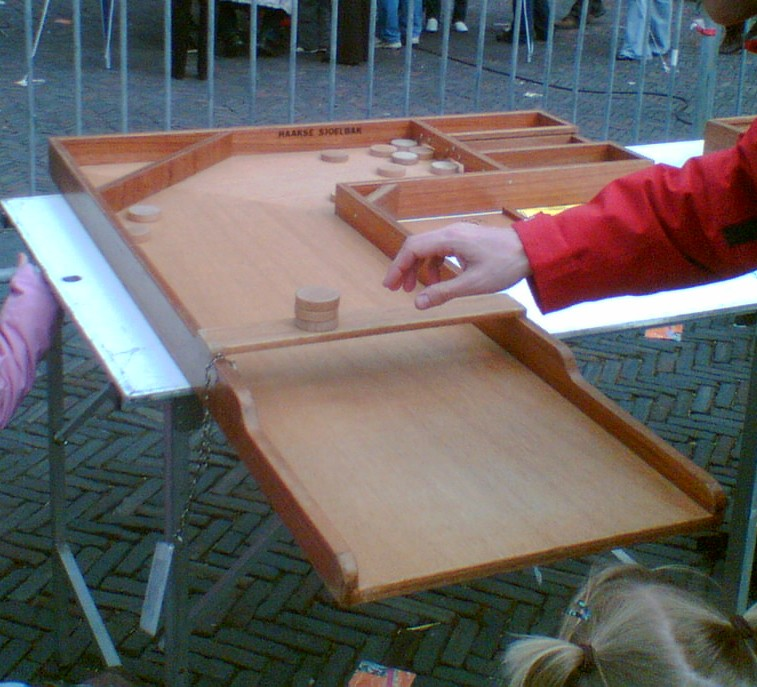
Haakse sjoelbak op de vrijmarkt in Woerden

- Het woord ‘sjoelen’ is ontleend aan het Fries.[4]
- Ron Swiersema heeft in 1977 gedurende 25 uur achter elkaar gesjoeld. Hij scoorde 59.739 punten in 411 beurten, gemiddeld 145,35 per beurt.[5] Hiermee heeft hij het wereldduurrecord in handen. Ron behaalde de maximumscore van 148 punten 181 keer, waarvan 62 keer in 2 worpen. (De bonus hiervoor bestond in 1977 nog niet, dus dit leverde geen extra punten op.)
- In het Engels heet het spel wel shuffleboard of shovelboard, hoewel shuffleboard ook een spel is dat veel op curling lijkt. Ook in België wordt er veel gesjoeld, en in Duitsland heet het spel Jakkolo. Het Tsjechisch heeft het Nederlandse woord overgenomen: šulbak, en ook in Duitsland wordt ons woord Sjoelbak wel gebruikt voor het spel sjoelen.
- Station Den Haag Centraal wordt weleens schertsend sjoelbak genoemd. Dit omdat de sporen allemaal doodlopen onder de overkapping van het station.